# Lehmkuhlenerponny
Lehmkuhlenerponnyn är en mycket ovanlig hästras av ponnytyp som härstammar från Tyskland. Rasen är listad som utrotningshotad och 2000 fanns bara ca 13 registrerade hästar, varav 8 hingstar och 5 ston. Lehmkuhlenerponnyn är en lugn och stabil ponny, främst lämpad för barn eller körning. 

## Historia
Lehmkuhlenerponnyn sägs härstamma från ett flertal olika mindre ponnyraser, bland annat Dartmoorponny och Dülmenponny, men även en liten del från större hästar som Hackneyhästen. Den viktigaste influensen på Lehmkuhlenerponnyn var en svart hingst vid namn "Marquis Ito". Hingsten föddes på godset Emkendorf i Schleswig-Holstein år 1914 och var avkomma till två ponnyer som importerats från England. Pappan var en ponny vid namn Mikado och troligtvis en Fellponny medan mamman, Boanies Brown, var en New Forest-ponny som stod som avelssto på Isle of Rum. 
1938 fördes Marquis Ito till ett stuteri i Elmshorn där han betäckte dessa olika ston, som stod för de olika linjerna som idag finns inom rasen: 
- Grille, brun Dartmoorponny född 1907
- Wiltrud, svart Dülmenponny född 1921
- Griseldis, blackfärgat Dulmensto med zebratecken på benen, född 1921
- Schneck, brun Hackneyhäst, född 1918.
- Lina, brunt korsningssto, född 1918.

Avkommorna efter alla dessa ston och Marquis Ito registrerades först i stamboken för alla olika slags ponnyer i Tyskland, "Kleinpferdestammbuch", men började ganska snabbt att kallas för Lehmkuhlener och rasen blev officiell under 1950-talet. Hela stammen köptes då upp av Hans Kurt von Eben. Men rasen blev utsatt för alldeles för mycket inavel och hela stammen degenererades. 
Idag är rasen nästan helt utrotningshotad med enbart 13 registrerade avelshästar kvar (enligt 2000 års räkning). Det finns fortfarande inget program för att rädda rasen.

## Egenskaper
Lehmkuhlenerponnyn är en liten, stark och robust ponny, men många exemplar av rasen har visat fina, ädlare drag. Huvudet ska vara finskuret med stora, klara ögon och korta öron. Halsen är lätt men väl musklad och fint formad. Ryggen är proportionerlig och bröstet ganska brett. Rörelserna ska vara korrekta och en del ponnyer visar talang för hoppning. 
De vanligaste färgerna är svart, brun, fux och gråskimmel. Vita tecken är väldigt vanliga både i ansikte och på benen. Ponnyerna är ca 125-140 vilket gör den mer lämplig som ridponny för barn eller till körning. Ponnyerna har ett stabilt temperament och är lätthanterliga, vilket gör dem till bra barnponnyer. 